# Rolf Nevanlinna
Rolf Herman Nevanlinna, ursprungligen Neovius, född 22 oktober 1895 i Joensuu, Finland, död 28 maj 1980 i Helsingfors, var en framstående finländsk matematiker. Han var brorson till Lars Nevanlinna och Edvard Rudolf Neovius, son till Otto Nevanlinna och bror till Frithiof Nevanlinna.

## Biografi
Nevanlinna lanserade Nevanlinnateorin, som studerar värdefördelningen hos meromorfa funktioner och under senare tid varit i fokus inom diofantisk geometri på grund av dess strukturella likhet med diofantisk approximation.
Nevanlinna blev filosofie doktor vid Helsingfors universitet 1919. Han var professor i matematik vid Helsingfors universitet 1926–1946 och invaldes 1956 som utländsk ledamot av Kungliga Vetenskapsakademien. Han var också professor vid Zürichs universitet och kansler för Åbo universitet.
Förutom arbeten över analytiska funktioner har Nevanlinna publicerat filosofiska, pedagogiska och humanistiska artiklar. Åren 1958-62 var han president för Internationella matematiska unionen och 1956 blev han kansler för Åbo finska universitet. 
Han tillhörde en gren av den finländska kultursläkten Neovius.

## Eftermäle
Asteroiden 1679 Nevanlinna är uppkallad efter honom.